# モンスターカスタマー
モンスターカスタマーとは企業の顧客の形態の一つ。モンスターカスタマーとされるような顧客というのは、企業に対して理不尽ともいえるような要求をする者ということであり、現代社会においては増加している。モンスターカスタマーを持つ企業が悩んでいるというのは、それはその顧客が企業に対して何を要求しているかが分からないからということからであり、モンスターカスタマーに関する問題を解決する方法も分からないからである。そのカスタマーから要求を聞いたとしても、曖昧な事ばかりを言い、何を目的としているかということすら伝えることができていないからである。また顧客自身が明確な目的を持っていないという状態のこともあり、そのような状態から企業に対して新たな提案を求めてくるということもあり、このような事をする顧客というのがモンスターカスタマーとして企業を悩ませているというわけである。